# Mistrovství světa ve florbale žen do 19 let 2022
Mistrovství světa ve florbale žen do 19 let 2022 bylo 10. ročníkem mistrovství světa juniorek. Turnaj se konal v polských Katovicích. Bylo to potřetí, co Polsko pořádalo mistrovství juniorek.
Původně se turnaj měl odehrát v květnu 2022 na Novém Zélandu, ale z důvodu pandemie covidu-19 byl přesunut do Polska na 31. srpna až 4. září 2022.
Sedmý titul získalo po čtyřech letech Švédsko, po porážce Česka na nájezdy. Byla to první účast ve finále pro české florbalistky.

## Kvalifikace
Závěrečného turnaje se poprvé zúčastnilo 16 národních týmů.
Čtrnáct přihlášených reprezentací bylo nasazeno přímo na základě výsledků předchozího mistrovství v roce 2021 a regionálních kvót. Byly to reprezentace Finska, Švédska, Česka, Švýcarska, Polska, Norska, Slovenska, Německa, Ruska, Kanady, Austrálie, Nového Zélandu, Spojených států a Singapuru. O posledních dvou místech se rozhodlo v září 2021 v evropské kvalifikaci mezi čtyřmi zbývajícími přihlášenými evropskými týmy. Postoupily Dánsko a Maďarsko.
V důsledku ruské invaze na Ukrajinu byl ruský tým z turnaje vyřazen a nahrazen Itálií. Dále z turnaje odstoupily Spojené státy a Singapur a byly nahrazeny Lotyšskem a Rakouskem.

## Rozdělení do skupin
Týmy byly rozděleny do čtyřech skupin A až D po čtyřech týmech. Do skupin A a B byly rozděleny týmy s nejvyšším umístěním v žebříčku IFF, do skupin C a D ostatní, včetně Lotyšska, které nahradilo hůře umístěné Spojené státy.

## Skupinová fáze

### Skupina A

#### Tabulka
| Poř. | Tým       | Z | V | R | P | VG | IG | +/- | B |
| ---- | --------- | - | - | - | - | -- | -- | --- | - |
| 1.   | Švýcarsko | 3 | 3 | 0 | 0 | 32 | 3  | +29 | 6 |
| 2.   | Finsko    | 3 | 2 | 0 | 1 | 21 | 9  | +12 | 4 |
| 3.   | Polsko    | 3 | 1 | 0 | 2 | 8  | 17 | -9  | 2 |
| 4.   | Německo   | 3 | 0 | 0 | 3 | 1  | 33 | -32 | 0 |

#### Zápasy
| 31. srpna 2022 10:02 | Švýcarsko | 16 : 0 (4:0, 4:0, 8:0) | Německo | Szopienice Arena, Katovice Návštěvnost: 175 |  |

| Zpráva |

| 31. srpna 2022 19:00 | Finsko | 9 : 0 (2:0, 3:0, 4:0) | Polsko | Szopienice Arena, Katovice Návštěvnost: 282 |  |

| Zpráva |

| 1. září 2022 16:00 | Finsko | 2 : 9 (2:0, 0:3, 0:6) | Švýcarsko | Szopienice Arena, Katovice Návštěvnost: 282 |  |

| Zpráva |

| 1. září 2022 19:00 | Polsko | 7 : 1 (2:0, 2:1, 3:0) | Německo | Szopienice Arena, Katovice Návštěvnost: 289 |  |

| Zpráva |

| 2. září 2022 13:00 | Německo | 0 : 10 (0:6, 0:2, 0:2) | Finsko | Szopienice Arena, Katovice Návštěvnost: 170 |  |

| Zpráva |

| 2. září 2022 19:00 | Švýcarsko | 7 : 1 (2:1, 4:0, 1:0) | Polsko | Szopienice Arena, Katovice Návštěvnost: 395 |  |

| Zpráva |

### Skupina B

#### Tabulka
| Poř. | Tým       | Z | V | R | P | VG | IG | +/- | B |
| ---- | --------- | - | - | - | - | -- | -- | --- | - |
| 1.   | Švédsko   | 3 | 3 | 0 | 0 | 34 | 6  | +28 | 6 |
| 2.   | Česko     | 3 | 2 | 0 | 1 | 19 | 13 | +6  | 4 |
| 3.   | Slovensko | 3 | 0 | 1 | 2 | 13 | 24 | -11 | 1 |
| 4.   | Norsko    | 3 | 0 | 1 | 2 | 9  | 32 | -23 | 1 |

#### Zápasy
| 31. srpna 2022 13:00 | Švédsko | 19 : 1 (6:0, 2:1, 11:0) | Norsko | Szopienice Arena, Katovice Návštěvnost: 232 |  |

| Zpráva |

| 31. srpna 2022 16:00 | Česko | 8 : 6 (5:3, 1:1, 2:2) | Slovensko | Szopienice Arena, Katovice Návštěvnost: 175 |  |

| Zpráva |

| 1. září 2022 10:00 | Norsko | 5 : 5 (0:3, 5:1, 0:1) | Slovensko | Szopienice Arena, Katovice Návštěvnost: 266 |  |

| Zpráva |

| 1. září 2022 13:00 | Švédsko | 4 : 3 (0:2, 2:0, 2:1) | Česko | Szopienice Arena, Katovice Návštěvnost: 298 |  |

| Zpráva |

| 2. září 2022 10:00 | Slovensko | 2 : 11 (1:3, 0:5, 1:3) | Švédsko | Szopienice Arena, Katovice Návštěvnost: 253 |  |

| Zpráva |

| 2. září 2022 16:00 | Česko | 8 : 3 (2:1, 2:1, 4:1) | Norsko | Szopienice Arena, Katovice Návštěvnost: 193 |  |

| Zpráva |

### Skupina C

#### Tabulka
| Poř. | Tým         | Z | V | R | P | VG | IG | +/- | B |
| ---- | ----------- | - | - | - | - | -- | -- | --- | - |
| 1.   | Maďarsko    | 3 | 2 | 1 | 0 | 29 | 17 | +12 | 5 |
| 2.   | Nový Zéland | 3 | 2 | 1 | 0 | 18 | 9  | +9  | 5 |
| 3.   | Itálie      | 3 | 1 | 0 | 2 | 16 | 21 | -5  | 2 |
| 4.   | Kanada      | 3 | 0 | 0 | 3 | 10 | 26 | -16 | 0 |

#### Zápasy
| 31. srpna 2022 13:00 | Kanada | 2 : 8 (1:1, 0:4, 1:3) | Nový Zéland | Brynow Arena, Katovice Návštěvnost: 65 |  |

| Zpráva |

| 31. srpna 2022 16:01 | Maďarsko | 12 : 8 (4:1, 1:2, 7:5) | Itálie | Brynow Arena, Katovice Návštěvnost: 97 |  |

| Zpráva |

| 1. září 2022 10:00 | Kanada | 5 : 13 (1:3, 3:6, 1:4) | Maďarsko | Brynow Arena, Katovice Návštěvnost: 62 |  |

| Zpráva |

| 1. září 2022 13:00 | Nový Zéland | 6 : 3 (1:1, 3:0, 2:2) | Itálie | Brynow Arena, Katovice Návštěvnost: 52 |  |

| Zpráva |

| 2. září 2022 10:00 | Nový Zéland | 4 : 4 (2:1, 0:1, 2:2) | Maďarsko | Brynow Arena, Katovice Návštěvnost: 145 |  |

| Zpráva |

| 2. září 2022 19:00 | Itálie | 5 : 3 (0:2, 4:0, 1:1) | Kanada | Brynow Arena, Katovice Návštěvnost: 102 |  |

| Zpráva |

### Skupina D

#### Tabulka
| Poř. | Tým       | Z | V | R | P | VG | IG | +/- | B |
| ---- | --------- | - | - | - | - | -- | -- | --- | - |
| 1.   | Lotyšsko  | 3 | 3 | 0 | 0 | 34 | 4  | +30 | 6 |
| 2.   | Dánsko    | 3 | 2 | 0 | 1 | 12 | 10 | +2  | 4 |
| 3.   | Rakousko  | 3 | 1 | 0 | 2 | 4  | 22 | -18 | 2 |
| 4.   | Austrálie | 3 | 0 | 0 | 3 | 5  | 19 | -14 | 0 |

#### Zápasy
| 31. srpna 2022 10:02 | Dánsko | 6 : 0 (2:0, 2:0, 2:0) | Rakousko | Brynow Arena, Katovice Návštěvnost: 86 |  |

| Zpráva |

| 31. srpna 2022 19:00 | Austrálie | 2 : 11 (1:6, 0:1, 1:4) | Lotyšsko | Brynow Arena, Katovice Návštěvnost: 73 |  |

| Zpráva |

| 1. září 2022 16:00 | Lotyšsko | 15 : 2 (4:0, 5:2, 6:0) | Rakousko | Brynow Arena, Katovice Návštěvnost: 52 |  |

| Zpráva |

| 1. září 2022 19:00 | Austrálie | 2 : 6 (1:0, 0:3, 1:3) | Dánsko | Brynow Arena, Katovice Návštěvnost: 67 |  |

| Zpráva |

| 2. září 2022 13:00 | Rakousko | 2 : 1 (0:0, 1:0, 1:1) | Austrálie | Brynow Arena, Katovice Návštěvnost: 137 |  |

| Zpráva |

| 2. září 2022 15:59 | Lotyšsko | 8 : 0 (1:0, 3:0, 4:0) | Dánsko | Brynow Arena, Katovice Návštěvnost: 152 |  |

| Zpráva |

## Play off
Play-off hrály první dva týmy ze skupin A a B.

### Pavouk
|  | Semifinále | Semifinále | Semifinále |  |  | Finále      | Finále      | Finále      |
|  |            |            |            |  |  |             |             |             |
|  | 1A         | Švýcarsko  | 4          |  |  |             |             |             |
|  | 2B         | Česko      | 5          |  |  |             |             |             |
|  |            |            |            |  |  |             | Česko       | 4           |
|  |            |            |            |  |  |             | Švédsko     | 5           |
|  | 1B         | Švédsko    | 8          |  |  |             |             |             |
|  | 2A         | Finsko     | 3          |  |  | Třetí místo | Třetí místo | Třetí místo |
|  |            |            |            |  |  |             | Švýcarsko   | 3           |
|  |            |            |            |  |  |             | Finsko      | 8           |

### Semifinále
| 3. září 2022 13:00 | Švýcarsko | 4 : 5ts (1:1, 1:1, 2:2, 0:0) | Česko | Szopienice Arena, Katovice Návštěvnost: 327 |  |

| Zpráva |

| 3. září 2022 16:00 | Švédsko | 8 : 3 (4:1, 2:1, 2:1) | Finsko | Szopienice Arena, Katovice Návštěvnost: 492 |  |

| Zpráva |

### Finále
| 4. září 2022 16:00 | Česko | 4 : 5ts (0:3, 2:1, 2:0, 0:0) | Švédsko | Szopienice Arena, Katovice Návštěvnost: 923 |  |

| Zpráva |

### O 3. místo
| 4. září 2022 13:00 | Švýcarsko | 3 : 8 (0:2, 1:2, 2:4) | Finsko | Szopienice Arena, Katovice Návštěvnost: 719 |  |

| Zpráva |

## Zápasy o umístění

### Zápas o 5. místo
| 3. září 2022 19:00 | Polsko | 4 : 5 (1:1, 1:3, 2:1) | Slovensko | Szopienice Arena, Katovice Návštěvnost: 253 |  |

| Zpráva |

### 7.–10. místo

#### Pavouk
|  | Semifinále o 7.–10. místo | Semifinále o 7.–10. místo | Semifinále o 7.–10. místo |  |  | Zápas o 7. místo | Zápas o 7. místo | Zápas o 7. místo |
|  |                           |                           |                           |  |  |                  |                  |                  |
|  |                           | Německo                   | 0                         |  |  |                  |                  |                  |
|  |                           | Lotyšsko                  | 4                         |  |  |                  |                  |                  |
|  |                           |                           |                           |  |  |                  | Lotyšsko         | 0                |
|  |                           |                           |                           |  |  |                  | Norsko           | 5                |
|  |                           | Norsko                    | 19                        |  |  |                  |                  |                  |
|  |                           | Maďarsko                  | 3                         |  |  | Zápas o 9. místo | Zápas o 9. místo | Zápas o 9. místo |
|  |                           |                           |                           |  |  |                  | Německo          | 7                |
|  |                           |                           |                           |  |  |                  | Maďarsko         | 5                |

#### Semifinále o 7.–10. místo
| 3. září 2022 10:00 | Norsko | 19 : 3 (7:0, 6:1, 6:2) | Maďarsko | Szopienice Arena, Katovice Návštěvnost: 154 |  |

| Zpráva |

| 3. září 2022 19:00 | Německo | 0 : 4 (0:3, 0:1, 0:0) | Lotyšsko | Brynow Arena, Katovice Návštěvnost: 74 |  |

| Zpráva |

#### Zápas o 7. místo
| 4. září 2022 10:00 | Lotyšsko | 0 : 5 (0:1, 0:1, 0:3) | Norsko | Brynow Arena, Katovice Návštěvnost: 78 |  |

| Zpráva |

#### Zápas o 9. místo
| 4. září 2022 10:00 | Německo | 7 : 5 (2:3, 0:0, 5:2) | Maďarsko | Szopienice Arena, Katovice Návštěvnost: 73 |  |

| Zpráva |

### Zápas o 11. místo
| 3. září 2022 16:00 | Nový Zéland | 4 : 5 (1:1, 1:1, 2:3) | Dánsko | Brynow Arena, Katovice Návštěvnost: 60 |  |

| Zpráva |

### Zápas o 13. místo
| 3. září 2022 13:01 | Rakousko | 1 : 5 (1:1, 0:3, 0:1) | Itálie | Brynow Arena, Katovice Návštěvnost: 81 |  |

| Zpráva |

### Zápas o 15. místo
| 3. září 2022 10:00 | Kanada | 3 : 5 (2:2, 1:1, 0:2) | Austrálie | Brynow Arena, Katovice Návštěvnost: 52 |  |

| Zpráva |

## Konečné pořadí
| Pořadí           | Tým         |
| ---------------- | ----------- |
| Zlatá medaile    | Švédsko     |
| Stříbrná medaile | Česko       |
| Bronzová medaile | Finsko      |
| 4.               | Švýcarsko   |
| 5.               | Slovensko   |
| 6.               | Polsko      |
| 7.               | Norsko      |
| 8.               | Lotyšsko    |
| 9.               | Německo     |
| 10.              | Maďarsko    |
| 11.              | Dánsko      |
| 12.              | Nový Zéland |
| 13.              | Itálie      |
| 14.              | Rakousko    |
| 15.              | Austrálie   |
| 16.              | Kanada      |

## All Star tým
Členkami All Star týmu se staly:
Brankářka:  Monika Šolleová
Obrana:  Alma Laitila,  Hanna Modigh
Centr:  Nora Lelovics
Útok:  Hanna Nordstrand,  Anja Wyss